# Ingeniería técnica en informática de gestión

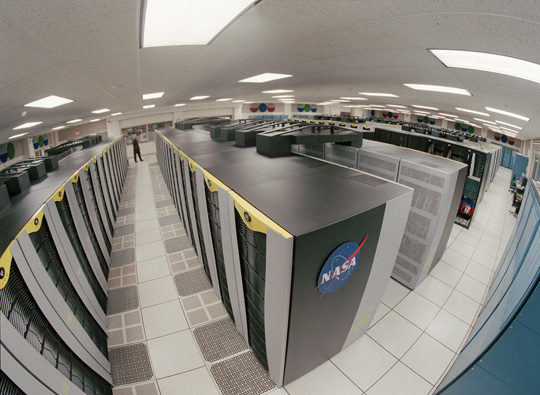
Centro de procesamiento de datos de la NASA en Columbia, compuesto por 20 clústeres SGI Altix, un total de 10240 CPU.

La ingeniería técnica en informática de gestión es una titulación universitaria, afín a las ciencias de la computación y enfocada a la gestión de sistemas de información desde la perspectiva de la Ingeniería. Se considera una rama de la ingeniería informática. 
Su propósito es crear y adaptar programas informáticos para satisfacer necesidades de los usuarios en soluciones digitales integradas. Incorpora conocimientos tanto del área tecnológica como de la organización y gestión empresarial.
Actualmente, se aplica en la mayoría de las organizaciones, tanto con fines de lucro como sin ellos, con el propósito de optimizar tareas, encontrar soluciones integrales a problemas cotidianos y mejorar el funcionamiento organizacional.         
Uno de sus cometidos más demandados es ayudar a las organizaciones en el proceso de digitalización.

## Historia
La máquina de Turing dio a luz la primera computadora en 1941. Es un dispositivo creado por Alan Turing que manipula símbolos sobre una tira de cinta, de acuerdo con una tabla de reglas y sirve para similar la lógica de un algoritmo.
Gracias al trabajo científico e investigador de Alan Turing, se puso al alcance de la humanidad la capacidad de programación en máquinas que a día de hoy asemejan perfectamente a 'dinosaurios' de la computación.
A pesar de su simplicidad, una máquina de Turing puede ser adaptada para simular la lógica de cualquier algoritmo de computador, y es particularmente útil en la explicación de las funciones de una CPU dentro de un computador.
Los programadores de aquella época que no podían escribir programas con un teclado, debían cablear de forma manual las diferentes lógicas procesables por la aritmética de Boole. El lenguaje de este tipo de programación se denominó lenguaje máquina. Consistía en 'hablar' directamente a la UAL en su 'idioma', siendo que la CPU estaba formada por una serie de ingenieros y personal humano que planteaban los programas en forma de conmutación, activación y desconexión física de interruptores y bases conectoras. De esta manera, se lograba un procesado en cascada que lograba hacer que la ALU arrojase cálculos en limpio. Las instrucciones de su funcionamiento estaban escritas en el manual de uso de la máquina, la cual solía ser entregada con un documento con los pasos a seguir.
Los profesionales notaron los costes que suponía reprogramar a la máquina y, por causas presupuestarias, vieron que no era práctico usarla a largo plazo.
Entendiendo que toda la mano de obra humana; debía de ser sustituida por automatizaciones que pusiesen a la ALU en estado de recibir nuevos cálculos, se crearon rutinas en forma de algoritmos que dieron a luz los primeros programas. Así pues, la primera división entre "hardware" y "software" se inició con la capacidad de poner a la ALU en estado de espera, sin necesidad de que la mano de obra lo hiciera manualmente. Esas operaciones que se abstrajeron en circuitos denominados unidades centrales de proceso, hacían frente a la complejidad emergente de la naturaleza que requiere automatizar la información.

## Consolas para la entrada de órdenes
En 1945, cuando ya se habían pensado las optimizaciones que debían hacerse a los procesos de programación para poner a la ALU en estado de espera, se cristalizó en una arquitectura robusta definida por el estándar ANSI que permitía direccionar los periféricos de entrada-salida a consolas con teclados, lo que facilitaba la interfaz y creación de punteros a tablas de conversión automáticas. Estas se encargaban de interpretar los tokens o grupos de letras con significado humano.

### Lenguajes de programación
Los lenguajes de programación comenzaron a aparecer en la década de los 50 y este fue también otro paso importante en la abstracción. Principales lenguajes como el Fortran, ALGOL, COBOL, LISP fueron creados a finales de 1950 para hacer frente a problemas científicos, de algorítmica y de empresa respectivamente. En 1967, el lenguaje Simula presentó el paradigma de Programación orientada a objetos, que sigue vigente hoy en día. En 1968 el matemático Edsger Dijkstra escribió su papel seminal, en "Go To Statement Considered Harmful", donde se oponía a la sentencia GOTO en programación. En 1969, Unix introdujo un sistema de software para la gestión del hardware de un sistema operativo. 

## Aplicaciones gubernamentales
A finales de los años 60 el Departamento de Defensa de los Estados Unidos inició un proyecto experimental con el objetivo de comunicar las distintas redes independientes que tenía hasta al momento. El proyecto fue denominado DARPA (Defense Advanced Research Projects Agency) y buscaba emplear distintos tipos de tecnología de transmisión y que al mismo tiempo fuera altamente flexible y dinámico. El objetivo era conseguir un sistema informático geográficamente distribuido que pudiera seguir funcionando en caso de un ataque nuclear que pudiera provocar una destrucción parcial de la red.
En 1969 se creó una red llamada ARPANET, que fue creciendo hasta que a principios de los años 80 ya disponía de aproximadamente 100 ordenadores. En 1982 ARPANET adoptó oficialmente la familia de protocolos de comunicaciones TCP/IP. 
Surgieron otras redes que también utilizaban los protocolos TCP/IP para la comunicación entre sus equipos, como CSNET (Computer Science Network) y MILNET (Departamento de Defensa de Estados Unidos). La unión de ARPANET, MILNET y CSNET en 1983 se considera como el momento de creación de Internet.
En 1972 David Parnas introdujo el concepto clave de la modularidad y el ocultamiento de información en su libro llamado On the criteria to be used in decomposing systems into modules. Ese mismo año se creaba el lenguaje de programación C.
El 1 de abril de 1976 dos apasionados de la electrónica y las computadoras: Steve Wozniak y Steve Jobs fundaron Apple Computer.
Aunque llevaba en desarrollo desde la década de los 60, hasta 1980 no apareció el primer lenguaje orientado a objetos, llamado Smalltalk. En 1978 se inventaba el tipo de red Ethernet. En 1990 gracias al diseño de James Gosling aparecía el lenguaje Java (Sun). En 1998 dos Ingenieros Informáticos de la Universidad de Stanford fundaban la empresa Google.

## Profesión

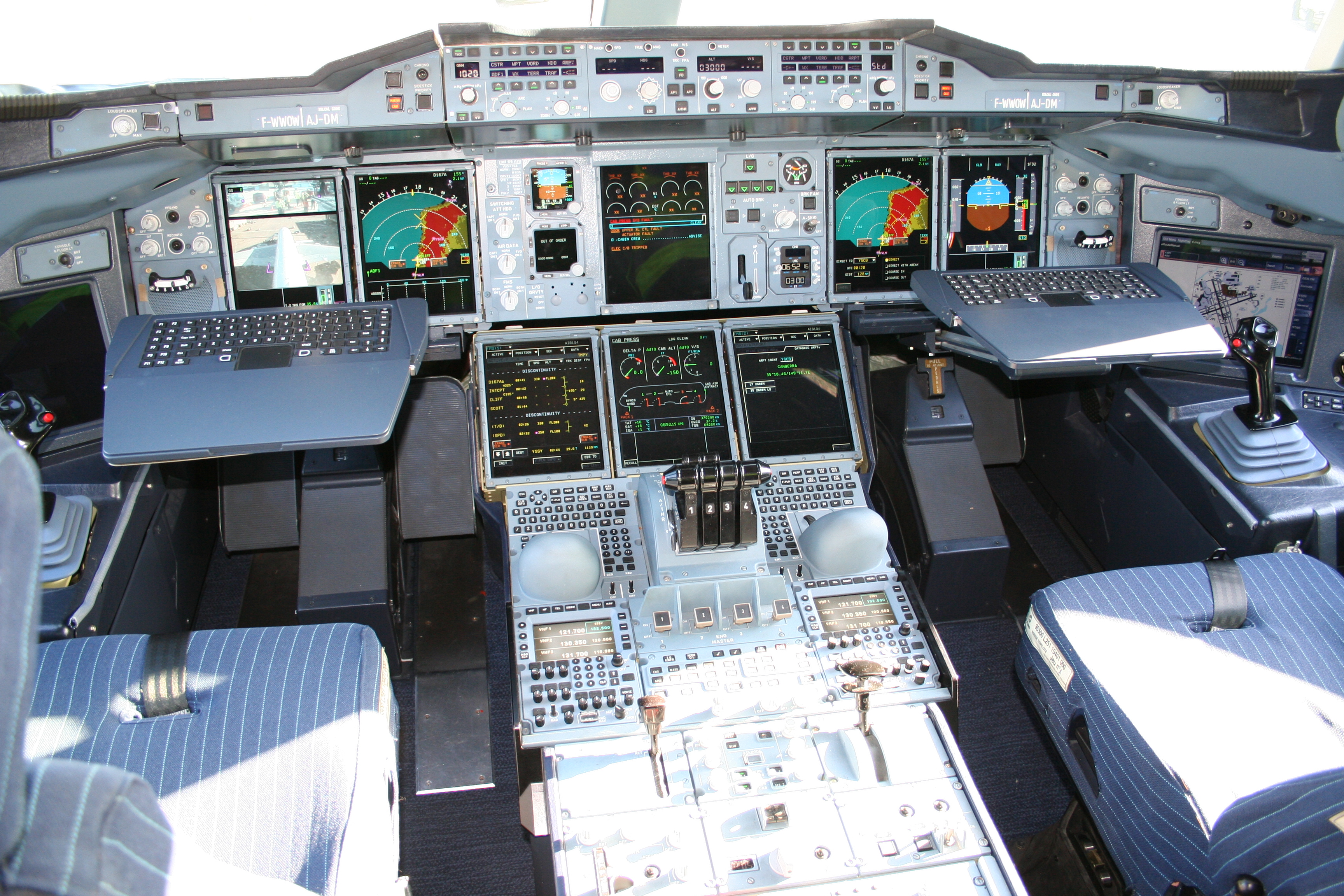
El Airbus A380 utiliza una gran cantidad de software. Ingeniería del Software de mapas, planos y millones de líneas de código constituyen el software del avión.

Las tareas desempeñadas por estos profesionales evolucionan rápidamente, como reflejo de las nuevas áreas de especialización o cambios en la tecnología, así como las preferencias y las prácticas de los empleadores.
Los profesionales de esta disciplina de la ingeniería participan en el análisis, diseño y desarrollo de muchos tipos de software, y redes de transporte de datos, incluyendo dirección de proyectos, bases de datos, aplicaciones empresariales (ERP, CRM, etc.), aplicaciones para la ayuda a la toma de decisiones, sistemas operativos y de distribución en la red, sistemas de control de tráfico (ferroviario, aéreo, terrestre), compiladores (programas que convierten a lenguaje máquina para la ejecución en un equipo), tratamiento de textos, juegos de ordenador, etc.
Los Ingenieros Técnicos en Informática de Gestión empiezan su labor con el análisis de las necesidades de los usuarios y a continuación, diseñan, testean y desarrollan software para satisfacer esas necesidades. Durante este proceso se crean series de instrucciones detalladas, llamadas algoritmos, que le dicen a la computadora qué debe hacer. También pueden ser responsables de la conversión de estas instrucciones en un lenguaje de ordenador, un proceso llamado de programación o de codificación, pero esto generalmente es responsabilidad de los llamados programadores de computadoras.
Los Ingenieros Técnicos en Informática de Gestión deben ser ingenieros expertos en las Tecnologías de la Información para garantizar que los sistemas funcionen correctamente.
En la actualidad la Ingeniería Técnica en Informática también está íntimamente relacionada con la Ingeniería Técnica Industrial en Electrónica en campos como los circuitos eléctricos, procesadores de señal digital y microcontroladores que pueden ser usados para implementar sistemas de control. Estos campos tienen una amplia gama de aplicaciones, desde el vuelo y sistemas de propulsión de los aviones comerciales, hasta el control de crucero presente en muchos automóviles modernos.
Los conocimientos adquiridos les permiten dirigir y coordinar la construcción, mantenimiento y expansión de una organización y de sus sistemas informáticos. Trabajando con la organización, forman parte de equipos multidisciplinares por su visión global, y aconsejan acerca de su dirección técnica. Poseen capacidad para realizar:
- Reingeniería de procesos complejos
- Confección de soluciones informáticas adaptadas al tipo de organización y las necesidades de la empresa
- Realización de auditorías de sistemas
- Adaptaciones a la LOPD
- Planes de continuidad del negocio
- Auditorías e implantación de normas ISO referentes a las tecnologías de la información

Así como son expertos en Ingeniería de software.
La IEEE Computer Society's Software Engineering Body of Knowledge define la Ingeniería de software como la aplicación de un enfoque sistemático, disciplinado y cuantificable al desarrollo, operación y mantenimiento de software, y el estudio de estos enfoques, es decir, la aplicación de la ingeniería al software.

## Educación
En España la formación para adquisición de los conocimientos necesarios para la obtención del título de Ingeniero Técnico en Informática de Gestión, se estructuraba antes del 2010 en una carrera de 3 años de duración más un Proyecto de Final de Carrera (PFC), donde el alumno demostraba que había asimilado todo lo necesario para realizar su profesión.
Actualmente, con la aplicación del proceso de Bolonia, estos estudios están en fase de cambio. Todas las partes implicadas (Colegios Oficiales de Ingenieros, Consejo de Universidades, Conferencia de Decanos y Directores de Informática) están trabajando para unificar los criterios de denominación de la titulación y de sus contenidos. Al día de hoy, se han creado unilateralmente sin el consenso de todas las partes, las fichas marco que definen esta titulación en el Espacio Europeo de Educación Superior (EEES), pero no son de obligado cumplimento por las universidades a diferencia del resto de ingenierías.
Finalmente en España, a partir del curso 2010/2011, el Grado en Ingeniería Informática o también otras veces llamado Ingeniería en sistemas de información, será el encargado de dar continuidad a esta rama de la informática y que es a nivel mundial conocida como "Engineering of Information Systems" (Ingeniería en sistemas de información) así como "Engineering of Information Technology" (Ingeniería en tecnología de la información). Estos dos grados pertenecientes a la rama de la informática están orientados a los aspectos de la computación dirigidos a los sistemas que usan las empresas y a sus aspectos más tecnológicos de dichos sistemas empresariales. 
Así mismo existe una Homologación aceptada bastante amplia con las titulaciones universitarias actuales de Bolonia.  :
| Universidad                                              | Título |  |
| -------------------------------------------------------- | --- |  |
| Universidad a Distancia de Madrid                        | Grado en Ingeniería Informática                                                                                           |  |
| Universidad Alfonso X El Sabio                           | Grado en Ingeniería de Sistemas de Información                                                                            |  |
| Universidad Autónoma de Madrid                           | Grado en Ingeniería Informática                                                                                           |  |
| Universidad Carlos III de Madrid                         | Grado en Ingeniería Informática                                                                                           |  |
| Universidad Católica de San Antonio                      | Grado en Ingeniería Informática                                                                                           |  |
| Universidad Católica de Ávila                            | Grado en Ingeniería de Sistemas de Información                                                                            |  |
| Universidad Complutense de Madrid                        | Grado en Ingeniería de Computadores                                                                                       |  |
| Universidad Complutense de Madrid                        | Grado en Ingeniería del Software                                                                                          |  |
| Universidad Complutense de Madrid                        | Grado en Ingeniería Informática                                                                                           |  |
| Universidad de Almería                                   | Grado en Ingeniería Informática por la Universidad de Almería                                                             |  |
| Universidad de Alcalá                                    | Grado en Sistemas de Información (hasta 2019) - Grado en Ingeniería en Sistemas de Información (desde 2019)               |  |
| Universidad de Burgos                                    | Grado en Ingeniería Informática                                                                                           |  |
| Universidad de Cádiz                                     | Grado en Ingeniería Informática                                                                                           |  |
| Universidad de Cantabria                                 | Grado en Ingeniería Informática                                                                                           |  |
| Universidad de Castilla-La Mancha                        | Grado en Ingeniería Informática                                                                                           |  |
| Universidad de Córdoba                                   | Graduado/a en Ingeniería Informática                                                                                      |  |
| Universidad de Extremadura                               | Grado en Ingeniería Informática en Ingeniería de Computadores                                                             |  |
| Universidad de Extremadura                               | Grado en Ingeniería Informática en Ingeniería del Software                                                                |  |
| Universidad de Extremadura                               | Grado en Ingeniería Informática en Tecnologías de la Información                                                          |  |
| Universidad de Huelva                                    | Grado en Ingeniería Informática                                                                                           |  |
| Universidad de Jaén                                      | Grado en Ingeniería Informática                                                                                           |  |
| Universidad de La Laguna                                 | Grado Ingeniería Informática                                                                                              |  |
| Universidad de La Rioja                                  | Grado en Ingeniería Informática                                                                                           |  |
| Universidad de Las Palmas de Gran Canaria                | Grado en Ingeniería Informática                                                                                           |  |
| Universidad de León                                      | Grado en Ingeniería Informática                                                                                           |  |
| Universidad de Málaga                                    | INGENIERÍA DE COMPUTADORES                                                                                                |  |
| Universidad de Málaga                                    | INGENIERÍA DEL SOFTWARE                                                                                                   |  |
| Universidad de Málaga                                    | INGENIERÍA INFORMÁTICA |  |
| Universidad de Murcia                                    | Grado en Ingeniería Informática                                                                                           |  |
| Universidad de Oviedo                                    | Grado en Ingeniería Informática del Software                                                                              |  |
| Universidad de Oviedo                                    | Grado en Ingeniería Informática en Tecnologías de la Información                                                          |  |
| Universidad de Salamanca                                 | Grado en Ingeniería Informática                                                                                           |  |
| Universidad de Salamanca                                 | Grado en Ingeniería Informática en Sistemas de Información                                                                |  |
| Universidad de Sevilla                                   | Graduado o Graduada en Ingeniería Informática – Ingeniería de Computadores                                                |  |
| Universidad de Sevilla                                   | Graduado o Graduada en Ingeniería Informática – Ingeniería del Software                                                   |  |
| Universidad de Sevilla                                   | Graduado o Graduada en Ingeniería Informática – Tecnologías Informáticas                                                  |  |
| Universidad de Tecnología y Empresa                      | Graduado o Graduada en Ingeniería Informática en Tecnologías de la Información por la Universidad de Tecnología y Empresa |  |
| Universidad de Valladolid                                | Grado en Ingeniería Informática                                                                                           |  |
| Universidad de Valladolid                                | Grado en Ingeniería Informática de Servicios y Aplicaciones                                                               |  |
| Universidad de Valladolid                                | Graduado/a en Ingeniería Informática de Sistemas                                                                          |  |
| Universidad de Zaragoza                                  | Grado en Ingeniería Informática                                                                                           |  |
| Universidad del País Vasco/Euskal Herriko Unibertsitatea | Grado en Ingeniería Informática                                                                                           |  |
| Universidad del País Vasco/Euskal Herriko Unibertsitatea | Grado en Ingeniería Informática de Gestión y Sistemas de Información                                                      |  |
| Universidad Francisco de Vitoria                         | Grado en Ingeniería Informática                                                                                           |  |
| Universidad Miguel Hernández de Elche                    | Grado en Ingeniería en Informática en Tecnologías de la Información                                                       |  |
| Universidad Nacional de Educación a Distancia            | Grado en Ingeniería de las Tecnologías de la Información                                                                  |  |
| Universidad Nacional de Educación a Distancia            | Grado en Ingeniería Informática                                                                                           |  |
| Universidad Pablo de Olavide                             | Grado en Ingeniería Informática en Sistemas de Información                                                                |  |
| Universidad Politécnica de Madrid                        | Grado en Ingeniería de Computadores                                                                                       |  |
| Universidad Politécnica de Madrid                        | Grado en Ingeniería del Software                                                                                          |  |
| Universidad Politécnica de Madrid                        | Grado en Ingeniería Informática                                                                                           |  |
| Universidad Pontificia de Salamanca                      | Grado en Ingeniería Informática                                                                                           |  |
| Universidad Pública de Navarra                           | Grado en Ingeniería Informática                                                                                           |  |
| Universidad Rey Juan Carlos                              | Grado en Ingeniería de Computadores                                                                                       |  |
| Universidad Rey Juan Carlos                              | Grado en Ingeniería del Software                                                                                          |  |
| Universidad Rey Juan Carlos                              | Grado en Ingeniería Informática                                                                                           |  |
| Universidad San Pablo – Ceu                              | Grado en Ingeniería de Sistemas de Información                                                                            |  |
| Universidade da Coruña                                   | Grado en Ingeniería Informática                                                                                           |  |
| Universidade de Santiago de Compostela                   | Grado en Ingeniería Informática                                                                                           |  |
| Universidade de Vigo                                     | Grado en Ingeniería Informática                                                                                           |  |
| Universitat Autònoma de Barcelona                        | Grado en Ingeniería Informática                                                                                           |  |
| Universitat D`Alacant                                    | Grado en Ingeniería Informática                                                                                           |  |
| Universitat de Barcelona                                 | Grado en Ingeniería Informática                                                                                           |  |
| Universitat de Girona                                    | Grado en Ingeniería Informática                                                                                           |  |
| Universidad de las Islas Baleares                        | Grado en Ingeniería Informática                                                                                           |  |
| Universitat de Lleida                                    | Grado en Ingeniería Informática                                                                                           |  |
| Universitat de València                                  | Grado en Ingeniería Informática                                                                                           |  |
| Universitat Jaume I                                      | Grado en Ingeniería Informática                                                                                           |  |
| Universitat Oberta de Cataluña                           | Grado en Ingeniería Informática                                                                                           |  |
| Universitat Politècnica de Cataluña                      | Grado en Ingeniería Informática                                                                                           |  |
| Universitat Politècnica de València                      | Grado en Ingeniería Informática                                                                                           |  |
| Universitat Pompeu Fabra                                 | Grado en Ingeniería en Informática                                                                                        |  |
| Universitat Rovira I Virgili                             | Grado en Ingeniería Informática                                                                                           |  |
| Universidad Internacional Isabel I de Castilla           | Grado en Ingeniería Informática por la Universidad Privada Internacional de Burgos                                        |  |
| Universidad Internacional de la Rioja                    | Grado en Ingeniería Informática                                                                                           |  |
| Universidad Europea de Valencia                          | Grado en Ingeniería Informática en Computación                                                                            |  |
| Universidad de Mondragón/Mondragón Unibertsitatea        | Grado en Ingeniería Informática                                                                                           |  |
| Universitat Pompeu Fabra                                 | Grado en Ingeniería Informática de Gestión y Sistemas de Información                                                      |  |
| Universidad Europea del Atlántico                        | Graduado o Graduada en Ingeniería Informática                                                                             |  |
| Universidad de Deusto                                    | Graduado o Graduada en Ingeniería Informática                                                                             |  |

El cambio a Bolonia de esta titulación no fue un proceso inmediato sino gradual. En España la coexistencia de matriculados en el "Grado en Ingeniería Informática" con los matriculados en la "Ingeniería Técnica en Informática de Gestión" persistió oficialmente hasta finalizar el curso académico 2016-2017. A partir de 2017 los estudiantes restantes en el territorio español se incorporaron paulatina y definitivamente a la nueva titulación llamada "Grado en Ingeniería Informática" dentro del marco del Proceso de Bolonia.

## Regulación
En España, la profesión de Ingeniero en Informática en sus titulaciones universitarias de Ingeniería Técnica en Informática de Gestión (carrera orientada a profundizar en el Software), e Ingeniería Técnica en Informática de Sistemas (carrera orientada a profundizar en el Hardware) son profesiones amparadas legalmente como estudios universitarios oficiales y por sus atribuciones de competencia profesional, que en la actualidad están escasamente legisladas. Esas atribuciones se engloban genéricamente dentro de las propias de cualquier Ingeniero Técnico.
Este modelo de regulación nacional supone una inconcreción legal sobre las competencias con responsabilidad civiles y penales de los ingenieros dedicados al tratamiento automático de la información, siendo ingenierías que no exigen la colegiación para ejercer la profesión libre, ni el visado de los proyectos por un Ingeniero en Informática. El 19 de noviembre de 2008 se produjeron manifestaciones del colectivo de Ingenieros en Informática, calculándose un total de más de 45.000 personas en toda España, para defender su titulación en contra de las intenciones del proceso de Bolonia.
El título de Ingeniero Técnico en Informática, confiere a sus poseedores atribuciones con capacidad plena para proyectar, ejecutar y dirigir toda clase de instalaciones y explotaciones comprendidas en las ramas de la técnica de sistemas, y técnica de gestión, en referencia a Centros de Proceso de Datos o datacenter. Entre ellas están:
- Obra civil.
- Arquitectura interior.
- Instalaciones eléctricas.
- Grupos electrógenos.
- Alumbrado.
- Aire Acondicionado.
- Protección contra incendios.
- Seguridad.
- Sistema de alimentación ininterrumpida (SAI).
- ICT.
- Auditoría de Sistema de Información ISO/IEC 27001, 20000, y 15504.
- Certificación de software crítico.
- Telemetría.
- Avionics software
- Automotive software
- Control de tráfico aéreo (Air traffic control)
- Protección y privacidad de la información.
- Implantación de Sistemas de Gestión de la Seguridad de la Información (SGSI).
- Centros logísticos inteligentes.

La Ingeniería técnica en Informática de gestión oficialmente en su regulación se distingue por una carga docente centrada más en una base de conocimientos empresariales unida a un énfasis en particular por el Software, dotando así al alumno de una mayor carga de programación avanzada convirtiéndolo en un Ingeniero de Software con conocimientos de gestión empresarial. 
En Estados Unidos, el ingeniero de software es un título de ingeniería (Bachelor of Science o Bachelor of Engineering). Un ejemplo práctico de la Ingeniería de software en Israel es el derecho a ser escrito en el registro de la ingeniería, y sería un delito grave si una persona se describe a sí misma como un ingeniero (La ley de Ingeniería define que una persona no se puede autodenominar como ingeniero sin la correspondiente licencia o el registro, y podría ser sentenciado a una condena de hasta 6 meses de cárcel).
En Quebec, la profesión de ingeniero se rige por la Ordre des Ingénieurs du Quebec (OIQ). Sólo los ingenieros inscritos en el Colegio y el ingeniero con licencia podrá utilizar el título de "Ingeniero de software". La orden también ha ganado en los tribunales contra Microsoft sobre el uso ilegal en Quebec del título de Ingeniero, utilizado en la formación MSCE (Microsoft Certified Systems Engineer).